# 로트피 자데
로트피 에일리어스커 자데(영어: Lotfi Aliasker Zadeh, 1921년 2월 4일 ~ 2017년 9월 6일)는 수학자이자 전산학자로 캘리포니아 대학교 버클리의 전산학 교수였다. 퍼지 이론의 개척자로 유명하다. 본명은 뤼트팰리 래힘오글루 앨래스개르자대(아제르바이잔어: Lütfəli Rəhim oğlu Ələsgərzadə)이다.
자데는 바쿠에서 태어나 이란에서 자랐다. 1942년 테헤란 대학교를 졸업하고 1944년에 미국으로 가, 1946년에 MIT에서 전기공학 석사 학위를, 1949년에 컬럼비아 대학교에서 전기공학 박사 학위를 받았다. 이후 같은 대학에서 교수를 하다가 1957년 정교수가 되었다. 1959년에는 버클리 대학으로 옮겼다. 1965년에 퍼지 집합에 대한 획기적인 논문을 발표하였고, 1973년에는 퍼지 논리를 제안하였다.

## 학력
- 1938년 ~ 1942년: 테헤란 대학교 전기공학 (학사)
- 1944년 ~ 1946년: 매사추세츠 공과대학교 전기공학 (석사)
- 1946년 ~ 1949년: 컬럼비아 대학교 전기공학 (박사)